# Salinas (Kalifornia)
Salinas város az USA Kalifornia államában, Monterey megyében, melynek megyeszékhelye. Lakosainak száma 163 542 fő (2020. április 1.).

## Népesség
A település népességének változása:
| Lakosok száma | 599  | 150 441 | 163 542 |
|               | 1870 | 2010    | 2020    |

## Kapcsolódó szócikk
- John Steinbeck